# Þverfjall (berg i Island, Västfjordarna, lat 66,06, long -23,32)
Þverfjall är ett berg i republiken Island. Det ligger i regionen Västfjordarna, 220 km norr om huvudstaden Reykjavík. Toppen på Þverfjall är 740 meter över havet.
Trakten runt Þverfjall är nära nog obefolkad, med mindre än två invånare per kvadratkilometer. Närmaste större samhälle är Ísafjörður, nära Þverfjall. Trakten runt Þverfjall består i huvudsak av gräsmarker.